# Гур (языки)
Гур (также встречается название вольтийские языки) — группа в составе семьи саваннских языков нигеро-конголезских языков. Распространены на значительной территории Западной Африки (преимущественно в бассейне реки Вольта) — на юго-востоке Мали, юго-западе Нигера, в северных районах Кот-д’Ивуара, Ганы, Того и Бенина и по всей территории Буркина-Фасо. Общее число говорящих на языках гур около 20 млн человек. (оценка, 2005), в том числе на языке мооре свыше 5 млн.
Название «гур» условное, дано немецким лингвистом Г. Краузе (1895) по звуковому комплексу «гур-», встречающемуся в названиях ряда языков, относящихся к этой семье (гурма, гурен, гурунси, гуруба и других). Назывались также вольтийскими (главным образом во французской африканистике), северо-восточными верхнесуданскими, центрально-бантоидными. Генетически языки гур сближаются с адамава-убангийскими языками.
Классификация языков гур была пересмотрена в 1980—1990-е гг., в результате чего название «языки гур» относится к тем языкам, которые ранее именовались «центральной ветвью гур», и одновременно был введен новый, более высокий таксон — саваннские языки.

## Состав

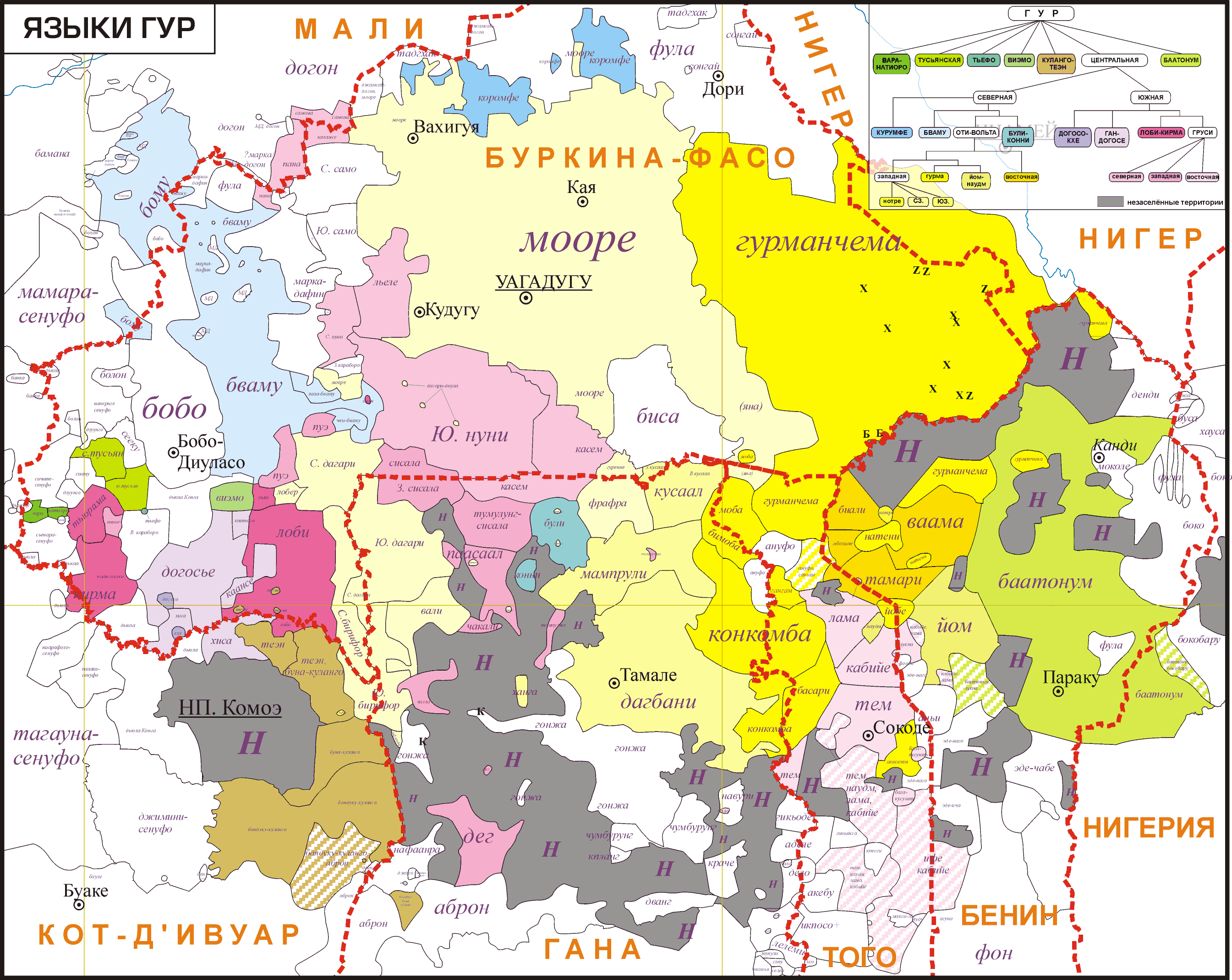
Языки гур

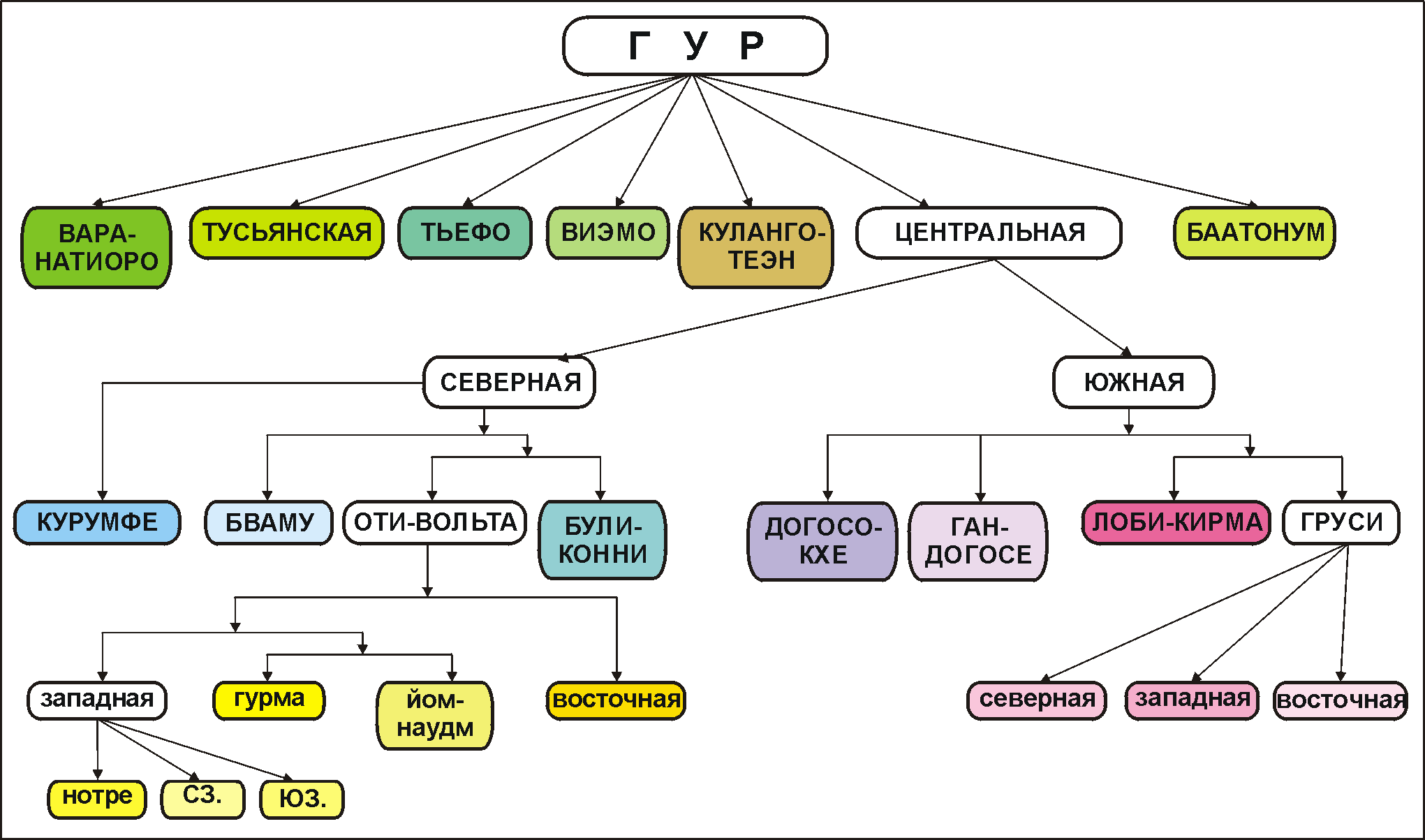
Классификация языков гур (цвета соответствуют карте)

Известно около 67 языков. В составе языков гур чётко выделяется центральная ветвь, подразделяемая на 2 подветви: северную и южную.
Северная подветвь
- группа бваму (буаму) — 1 язык
- группа курумфе (коромфе) — 1 язык
- группа були-конни — 2 языка
- оти-вольтийская группа
  - восточная подгруппа: языки биали, ваама, тамари (дитаммари), мбелиме
  - западная подгруппа:
    - язык нотре (булба)
    - северо-западная микрогруппа: диалектный континуум, включающий языки мооре, вали, фрафра, кантоси, сафала, дагари, бирифор
    - юго-западная микрогруппа: диалектный континуум, включающий кусаал, мампрули, дагбани (язык), ханга, камара

  - подгруппа гурма: языки гурманчема (гурма), гангам (нгангам), моба, басари (нчам-акаселем), конкомба (кпакпа), натени, йобе (мийобе)
  - подгруппа йом-наудм: языки йом и наудм

Южная подветвь
- группа догосо-кхе — 2 языка
- группа ган-догосе: догосе, кхиса, каан (каанса)
- группа лоби-кирма
  - подгруппа лоби-дьян: дьян, лоби
  - подгруппа кирма-тьюрама: языки кирма (черма), тьюрама (турка)
- группа груси (гурунси): около 15 языков (пана, льеле, нуни, касем, каламсе; винье, пуэ, сисала, тампулма, чакали, вагла, дег).
  - западная подгруппа
    - северно-западная микрогруппа: винье, пуе, сисала (вкл. паасаал)
    - юго-западная микрогруппа: тампулма, чакали, вагла, дег

  - северная подгруппа (центральная): делится на два ареала: северный (языки пана и самома) и центральный (льеле, нуни и касем)
  - восточная подгруппа: чала, кабийе-лама (включая дело, лукпа, баго-кусунту), тем

Кроме того, имеется 6 периферийных ветвей, отношения которых между собой и с центральной ветвью пока неясны:
- вара-натиоро — 2 языка
- тусьянская: языки северный и южный тусьян
- тьефо — 1 язык
- виэмо — 1 язык
- куланго-теэн: языки куланго, лома, теэн
- баатонум (бар(и)ба) — 1 язык

## История классификации
Их родство было отмечено ещё в 1854 году, однако состав постепенно менялся. В начале XX в. языки гур вместе с атлантическими языками и бенуэ-конголезскими языками объединялись под общей рубрикой бантоидных языков, или полубанту (X. X. Джонстон, Великобритания); это определение языков гур отразилось в классификации Д. А. Ольдерогге (1963), называвшего их центрально-бантоидными. Изменение содержания термина «бантоидные языки» у Гринберга привело к выделению языков гур в автономную подсемью; как отдельная группа среди негро-африканских языков языки гур, называемые вольтийскими, фигурировали в классификации М. Делафоса (1924). В классификации суданских языков Д. Вестермана (1927) к языкам гур относятся гбаньянг, само и сонгай, но в последующей классификации (1952) Вестерман включил 2 первых языка соответственно в ква языки и манде языки, а сонгай выделил в изолированную группу вне языков гур. В 1971 американский лингвист Дж. Т. Бендор-Сэмюэлем выделил 10 групп, в том числе языки догон и сенуфо на положении отдельных групп. Впоследствии догонские языки и языки сенуфо были исключены из языков гур и сейчас считаются отдельными семьями в составе нигеро-конголезских языков.

## Типологическая характеристика

### Фонология
Фонологические системы языков гур обладают весьма развитой подсистемой гласных. Наиболее типичная структура вокализма — 7 простых гласных, противопоставленных по ряду (передние — задние) и по степеням подъёма (i, е, ɛ, а, ɔ, o, u); в целом число простых гласных колеблется от 10 до 5. Для языков гур характерны также долгие и носовые гласные, образующие коррелятивные пары почти со всеми простыми гласными (так, в языке касем все 10 гласных имеют долгие корреляты и 7 — носовые). Дифтонги не характерны.
В подсистеме согласных многих языков гур имеют лабиовелярные kp, gb, аффрикаты tʃ, dʒ, богатую серию носовых — m, n, ɲ, ŋ, ŋm. Типичная для языков гур слоговая структура — «согласный + гласный» и «согласный + гласный + согласный»; преобладание открытого слога сочетается обычно с недопустимостью сочетаний согласных и ограничениями на появление согласного в финали слога, который может замыкаться главным образом сонорными и лишь некоторыми шумными (b, g, f, s). В структуре слова мн. языков гур обнаруживают прогрессивную гармонию гласных — главным образом по признаку «продвинутость корня языка», или [ATR]; например, в языке вагала гласные делятся на 2 сингармонические серии (i, u, е, о, ʌ и ɩ, ʊ, ɛ, ɔ, а), и в слове могут быть только гласные одной серии. В некоторых языках (например, сисала) гармония по подъёму сопровождается в определённых случаях гармонией по ряду.
Языки гур относятся к тональным языкам; тоновая парадигма включает по разным языкам от 2 до 4 высотных уровней; наряду с ровными тонами возможны контурные.

### Морфология
В морфологии важная типологическая характеристика — наличие классов именных. Их количество по языкам достигает 11. Класс выражается формой существительного и формами согласуемых с ним слов, однако более или менее последовательное согласование по классу встречается не во всех языках гур. В существительных типичный показатель класса — суффикс, но возможен префикс или комбинированный показатель с использованием того и другого; ср. в языке тем: ke-le ‘зуб’, ta-ka ‘жаба’ — множественное число ke-la, ta-se (суффиксы класса), du-vo-re ‘голубь’ — множественное число a-vo-a (комбиниров. показатель); в языке каселе: o-ta ‘лошадь’, bu-ci ‘дерево’ — множественное число i-ta, i-ci (префиксы класса). Категория числа переплетается с категорией класса, что отражается в наличии соответствий сингулярных и плюральных классов; например, в каселе: o-ta o-mama ‘рыжая лошадь’ — мн. ч. i-ta i-mam.
Многие языки гур имеют сложные системы числительных, отражающие группировку их по разрядам, каждый из которых строится на ином принципе счисления и имеет опорное имя, служащее основой для образования остальных имён данного разряда. Так, в языках миньянка (суппире) и тьюрама отражены пятеричная (для числительных от 6 до 9), двадцатеричная (для числительных от 20 до 200) и восьмидесятеричная (для числительных, кратных 80) системы счисления; в языке уин опорные числительные — 5, 20, 100; в теньер (караборо) — 5, 20, 400 и т. п.
В глагольных системах языков гур развита категория аспектуальности; различаются перфектив (выражается суффиксом или чистым корнем) и имперфектив (выражается суффиксом и вспомогательными глаголами; иногда вместо суффикса используется носовой префикс, как в уин и теньер, или изменение тона, как в языке моба). Формы имперфектива могут иметь значение прогрессива, дуратива, фреквентатива и хабитуалиса; ср. в уин: mε n-wil ‘я ухожу’ (дуратив) — mε рε· [вспомогательный глагол ‘быть’] n-wil ‘я ухожу’ (прогрессив) при mε wil ‘я ушёл’ (перфектив-презенс). В категории времени различаются настоящее, прошедшее и будущее, причём прошедшем и будущем времени могут градуироваться по степени отдалённости от момента речи (временны́е сферы «сегодня», «раньше/позже», «давно»); временны́е значения выражаются вспомогательными глаголами и частицами (например, в языке дагбани: dә — прошедшее время ‘в тот же день’, sa — прошедшее время/будущее время ‘днём раньше/позже’, daa — прошедшее время/будущее время ‘более чем одним днём раньше/позже’). Категория залога в языках гур не развита. Во многих языках разным видо-временным формам соответствуют разные типы отрицательных форм [ср. в языке гуен: mi wo ‘я ел’ (перфектив) — отрицательная mi sa wo; mi ka wo ‘я поем’ — отрицательная mi siε ka wo; wo ‘ешь’ (повелительное наклонение) — отрицательная ba wo]. В языках гур часта так называемая сериализация, то есть употребление цепочки глаголов, выражающей семантически единый предикат (например, в языке море: tall n wa kõ ma ‘принеси мне’, буквально — возьми и приди дай мне).

### Синтаксис
Порядок слов в предложении «подлежащее + сказуемое + дополнение»; косвенное дополнение чаще предшествует прямому; дополнение и обстоятельство могут быть в начале предложения. Определение (прилагательное, числительное, местоимение) — после существительного; ср. в языке гуен: bilõn da-yo ‘этот ребёнок’ (1-й класс), humel da-de ‘эта дорога’ (4-й класс), kyamba [множественное число] hāy ‘две женщины’. В притяжательных конструкциях зависимый член (существительное или местоимение) стоит перед независимым; ср. в тьюрама: moren kyε ‘жена вождя’ (где more ‘вождь’), sunsu yugu ‘голова лошади’ (sunsu ‘лошадь’), mi to ‘мой отец’ (mi ‘я’). В сложном предложении его части соединяются сочинительными и подчинительными союзами.

## Письменности
Большинство языков гур бесписьменны, но для некоторых ещё в колониальное время были созданы алфавиты и переведены отдельные тексты из Библии (гурма, море, касена, лоби, бобо-тара). Дагомба использовался в начальной школе, была попытка его стандартизации, издавалась национальная литература. С 1970-х гг. ряд языков гур начинает вводиться в школе, разрабатываются письменности.

## История изучения
Начало изучения языков гур положили работы нем. лингвиста И. Г. Кристаллера (1889). В начале XX в. значит. вклад в их описание и классификацию внесли М. Делафос и Д. Вестерман. Интерес к языкам гур особенно возрос в 1960-х гг.; серии исследований опубликовали французские лингвисты Г. Манесси (буаму, тем, сенуфо и другие), А. Прост (тоботе, ламба, тамари и другие), Г. Каню (море, гуренне), немецкий лингвист И. Цвернеман (касем), американские лингвисты Дж. Каллоу (касем), Дж. Т. Бендор-Сэмюэль (моба, груси, дагбани) и другие.